# Bahnhof Brno-Maloměřice
Brno-Maloměřice ist ein Bahnhof in Brünn im heutigen nordöstlichen Stadtteil Brno-Maloměřice a Obřany. Er ist ein reiner Güter- und Rangierbahnhof, den Reisezüge ohne Halt passieren. Im Bahnhof trennen sich die Hauptstrecken nach Česká Třebová und Havlíčkov Brod.

## Geschichte
In der Ersten Tschechoslowakischen Republik verfügte der Eisenbahnknoten Brünn über wenige Rangierkapazitäten, weshalb über den Bau eines Rangierbahnhofs nachgedacht wurde. Grundsätzlich zog man zwei Standorte in Betracht – südlich in der Ebene bei Heršpice oder im Tal nördlich von Maloměřice. Die Entscheidung zugunsten Maloměřice befürwortete auch die Armee, die argumentierte, den Bahnhof von den umliegenden Hügeln (Hády) besser verteidigen zu können. Dessen Bau begann 1938, wurde jedoch 1941 unterbrochen, als man erneut die Variante im Süden erwogen hatte.
Am 11. November 1951 entschied das Ministerium für Verkehr und Verteidigung, den Ausbau in Maloměřice fortzuführen. Gleichzeitig wurde die Strecke Brünn – Havlíčkův Brod verlegt, damit sie ebenfalls in diesen Bahnhof einmündet. (Ursprünglich verlief nur die Strecke nach Česká Třebová durch dieses Gebiet.)
1954 begann der Betrieb des Rangierbahnhofs nach Fertigstellung der Einfahrgruppe, im kompletten Bahnhof erst 1965. Zum Komplex gehört auch das 1956 errichtete Lokomotivdepot. Dieses war zunächst dem älteren Depot Brno dolní (Brünn unterer Bahnhof) unterstellt, fungierte jedoch erst ab dem 1. Oktober 1964 eigenständig und vollumfänglich.

## Beschreibung

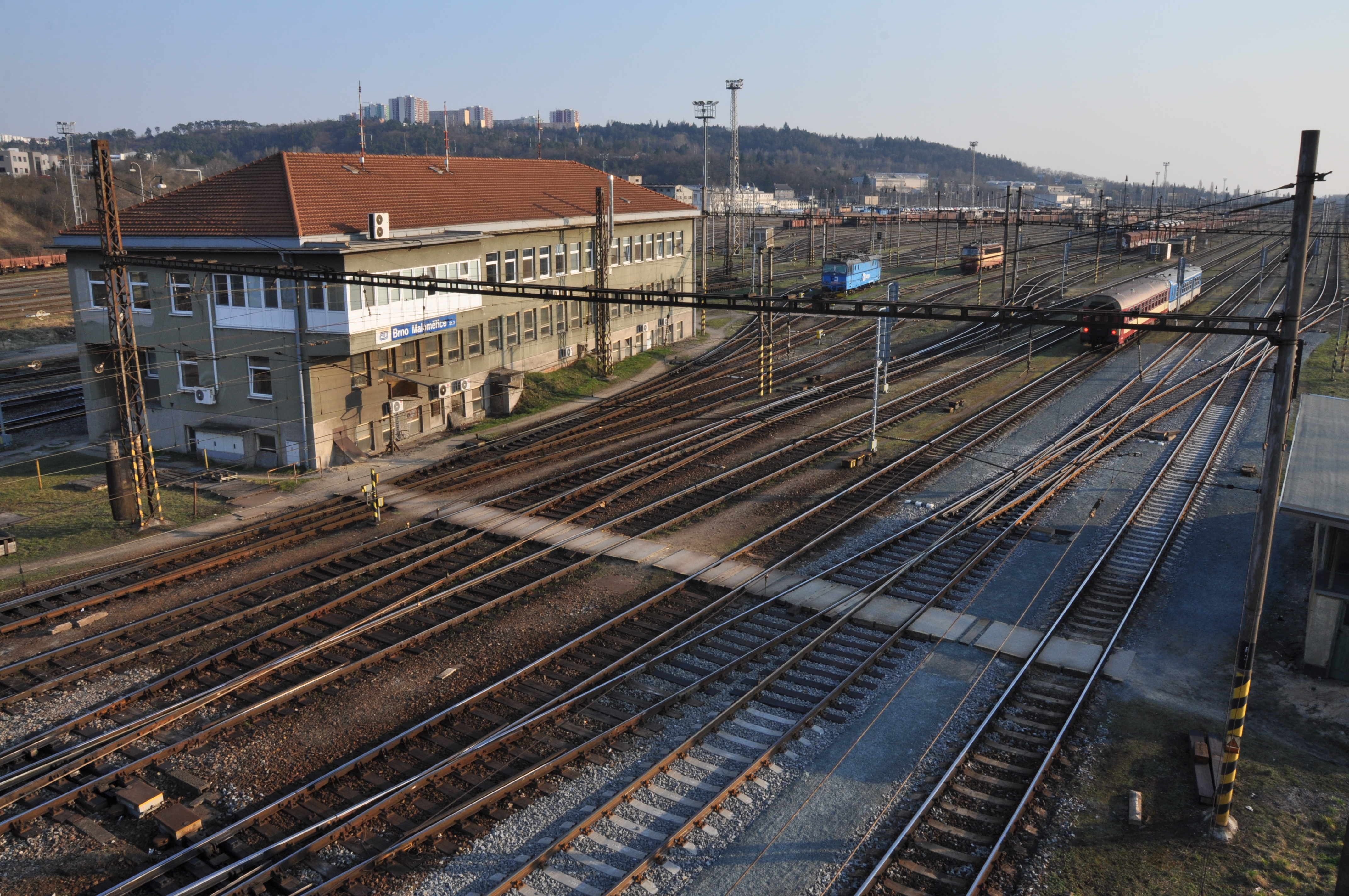
Betriebsgebäude Nord mit Zentralstellwerk St 3

Brno-Maloměřice ist ein mit Relaisstellwerkstechnik vom Typ AŽD 71 und Geschwindigkeitssignalisierung über Lichthauptsignale ausgestatteter Rangierbahnhof, der von fünf Stellwerken aus gesteuert wird: St 1, St 2, St 3 (Zentralstellwerk), St 5 und St 6, wobei das letztgenannte standardmäßig unbesetzt ist. Von der Abzweigstelle Brno-Židenice ausgehend führen im Bahnhof je zwei durchgehende Hauptgleise in Richtung Adamov (Gleise T1 und T2) und Brno-Královo Pole (Gleise T1a und T2a). Drei Gleise (T4, T6 und T8) aus Brno-Židenice führen direkt in den Rangierbahnhof. Die Einfahrgruppe hat 10, die Richtungsgruppe 23 und die Ausfahrgruppe fünf Gleise. Der Ablaufberg befindet sich beim nördlichen Bahnhofskopf und die Ablaufanlage hat drei Gleisbremsen. Alle Gruppen sind parallel angeordnet. Zwei Gleise verfügen über Dienstbahnsteige für Bahnmitarbeiter.

## Anschlussstellen
Im Bahnhof Brno-Maloměřice und in seiner Nähe zweigen mehrere Gleisanschlüsse ab (Stand: 28. Oktober 2024):
- Tomáš Novotný – Cementárna Maloměřice[2][6] (Zementwerk Maloměřice)
- Opravna kolejových vozidel (OKV) Brno Maloměřice[6] (Werkstatt für Schienenfahrzeuge)
- ČD, a.s. – Brno Maloměřice[6] (Lokomotivdepot)
- Zbrojovka Brno a.s. (im Streckengleis Brno-Židenice–Havlíčkův Brod; km 0,373)[6]